# Ава Акрес
Ава Акрс (англ. Ava Acres, нар. 13 травня, 2004) — американська акторка кіно, телебачення й озвучання.
Зіграла молоду Регіну в «Якось у казці», а також з'явилася в «Агентах Щ. И. Т.» як Катя Бєлякова, головна антагоністка серіалу «Мелінда».

## Фільмографія

### Озвучування
| Рік  | Фільм          | Роль   |
| ---- | -------------- | ------ |
| 2011 | Веселі ніжки 2 | Ерік   |
| 2014 | Omoide no Mānī | Саяка  |
| 2016 | Angry birds 2  | Тімоті |